# قزل-اکتبر (شهرستان بازارقرغون)
قزل-اکتبر (به لاتین: Kyzyl-Oktyabr) یک روستا در قرقیزستان است که در شهرستان بازارقرغون واقع شده‌است. قزل-اکتبر ۲٬۵۸۷ نفر جمعیت دارد و ۸۷۰ متر بالاتر از سطح دریا واقع شده‌است.